# Departamento Atreucó
Atreucó es un departamento de la provincia de La Pampa en Argentina. Su cabecera es la localidad de Macachín.

## Gobiernos locales
Su territorio se divide entre:
- Municipio de Macachín
- Municipio de Rolón
- Municipio de Doblas (parte de su zona rural está en el departamento Guatraché)
- Municipio de Miguel Riglos (parte de su zona rural está en el departamento Catriló)
- Municipio de Tomás Manuel de Anchorena (parte de su zona rural está en el departamento Catriló)
- Zona rural del municipio de Ataliva Roca (el resto se extiende sobre los departamentos Utracán y Toay)

## Toponimia
El nombre «Atreucó» deriva de la expresión araucana «atra»: malo, perverso, que causa daño o corrompe y «có»: agua; en relación con las características del agua proveniente de las Salinas Grandes.
 
Según otra versión «Atrencó» o «Atreucó» significa agua fría.

## Superficie, límites y accesos
El departamento tiene una extensión de 3 580 km² y limita al este con la provincia de Buenos Aires, al norte con los departamentos Catriló y Capital, al oeste con los departamentos Utracán y Toay y al sur con el departamento Guatraché.
Se accede al departamento por las rutas provinciales RP 1, RP 3 y RP 18.

### Rutas principales
- Ruta provincial 1
- Ruta provincial 3
- Ruta provincial 14
- Ruta provincial 18

## Población
Contó con 11 138 habitantes (Indec, 2022), lo que representó un incremento del 9.7 % frente a los 10 153 habitantes (Indec, 2010) del censo anterior.

| Gráfica de evolución demográfica de Atreucó entre 1991 y 2022 |
|                                                               |
| Fuente: Censos nacionales del INDEC                           |

## Economía
El departamento Atreucó forma parte de la Microrregión 7, uno de los sectores en los cuales el Ministerio de la Producción de La Pampa subdividió virtualmente a la provincia, a los efectos del análisis de la problemática regional y la definición y puesta en marcha de planes de desarrollo. Esta microrregión se caracteriza por una estructura productiva vinculada a la agricultura, la ganadería y la explotación de sal.,

La producción agrícola se centra en el cultivo de oleaginosas, principalmente girasol y soja. En menor medida se produce trigo y avena. La ganadería se basa en la cría de bovinos y ovinos.